# Castillo de Austria
Castillo de Austria fue el nombre de una antigua población de la provincia de Nueva Cartago y Costa Rica, ubicada inicialmente en territorio de la República de Panamá, pero luego trasladada a territorio costarricense.

## Historia
Fue fundada inicialmente a fines de 1560 por el presbítero Juan de Estrada Rávago y Añez en la bahía de Almirante, en la costa caribeña de la actual provincia panameña de Bocas del Toro, pero lo inhóspito del clima, el hambre y la firme resistencia de los indígenas obligaron a sus pobladores a abandonarla a las pocas semanas. 
Estrada Rávago trasladó la población al noroeste, a la boca del río Suerre, en la actual provincia costarricense de Limón, pero tampoco allí logró subsistir, y pronto el sacerdote y sus compañeros abandonaron Castillo de Austria y se marcharon a Nicaragua. El 4 de agosto de 1561, el rey Felipe II emitió una real cédula para agradecer la fundación de la villa, pero esta ya había desaparecido.
Alrededor de 1576 el alcalde mayor interino de Costa Rica, Alonso Anguciana de Gamboa, fundó en la boca del río Suerre una nueva población, quizá con el nombre de Nuestra Señora de Carribete o de ciudad de la Santísima Trinidad, pero que al parecer también fue conocida con el de Castillo de Austria o simplemente Austria. Esta población tuvo una existencia intermitente y desapereció pocos decenios después de fundada.